# José María Bonilla Ruano

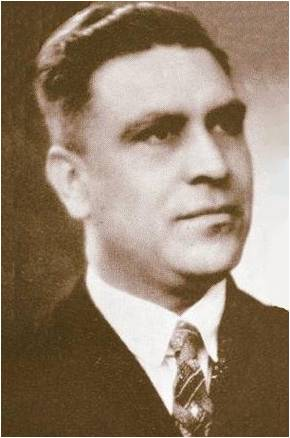
Zdjęcie

José María Bonilla Ruano (ur. 1889 w Jalapa, zm. 1952) – gwatemalski pisarz, poeta, lingwista, tłumacz oraz  dyplomata.  Nauczyciel akademicki na Universidad de San Carlos. 
Jest autorem reformy hymnu narodowego.

## Twórczość

### Poezja
- La feria de Jocotenango (1944)
- Efigies Líricas (1953)

### Proza
- Curso didáctico y razonado de gramática castellana (1923)
- Mosaico de voces y locuciones viciosas (1930)
- Anotaciones crítico - didácticas sobre el poema del himno nacional de Guatemala (1935)
- Jalapa, emporio cultular de oriente (1943)
- Snobismo y psitacismo (1946)
- Acontencimiento bibliográfico (1956)
- Reseña Lexicográfica (1957)
- Nociones prácticas de lengua castellana y corrección del lenguaje (1957)
- Humo y humoradas